# Stadtpfarrkirche (Linz)

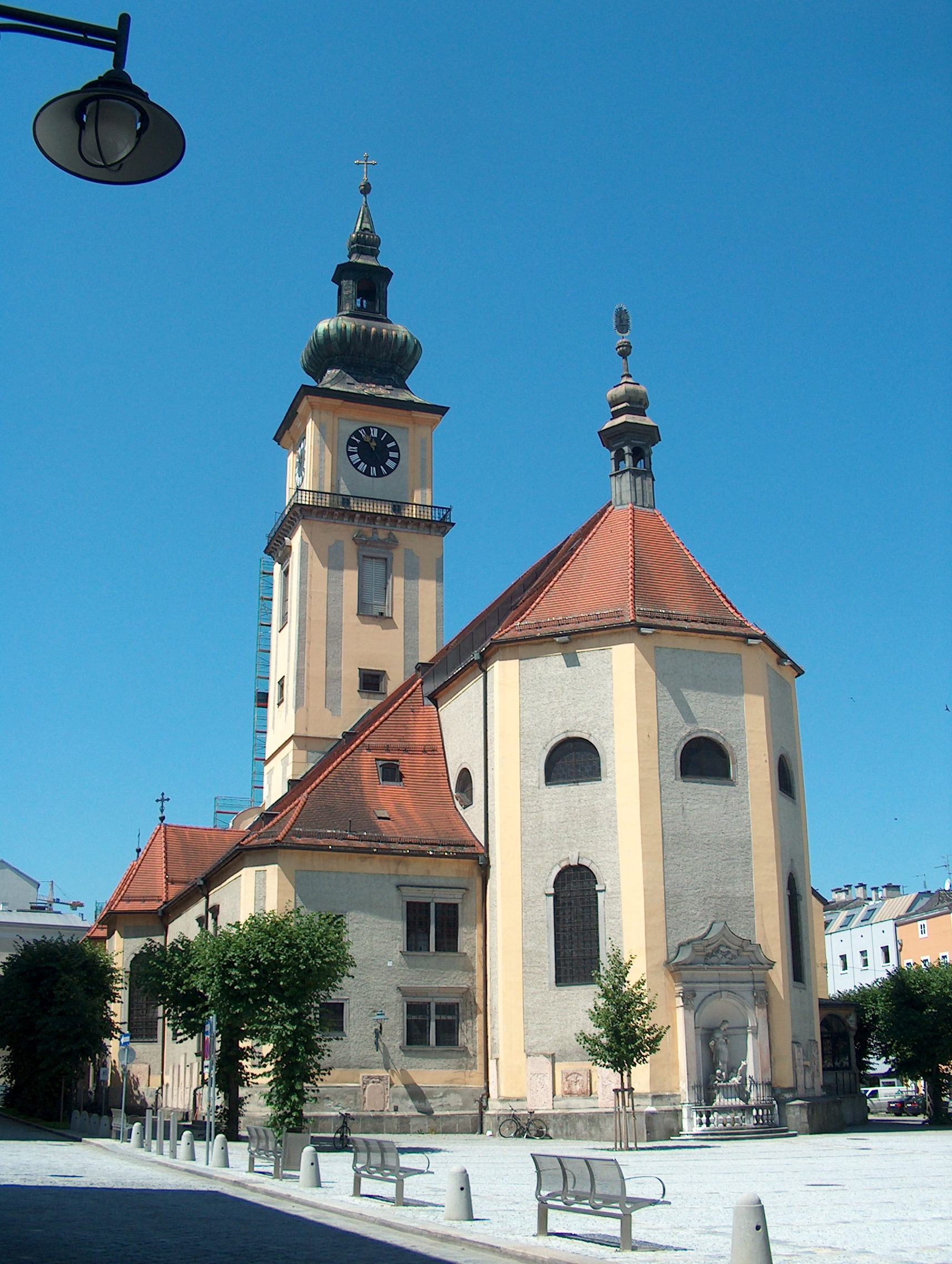
Stadtpfarrkirche Linz

Die römisch-katholische Stadtpfarrkirche Mariä Himmelfahrt der Stadt Linz in Oberösterreich wurde bei der Gründungsvermessung der Stadterweiterung im Jahre 1207 abgesteckt und als einschiffiges romanisches Kirchengebäude mit Langhaus und Chor errichtet. Später wurde ein neuer größerer gotischer Chor errichtet und der Turm angebaut. Die heutige Stadtpfarrkirche wurde im Barock zu einem dreischiffigen Langhaus ausgebaut und dabei der Chor wiederum vergrößert.

## Geschichte

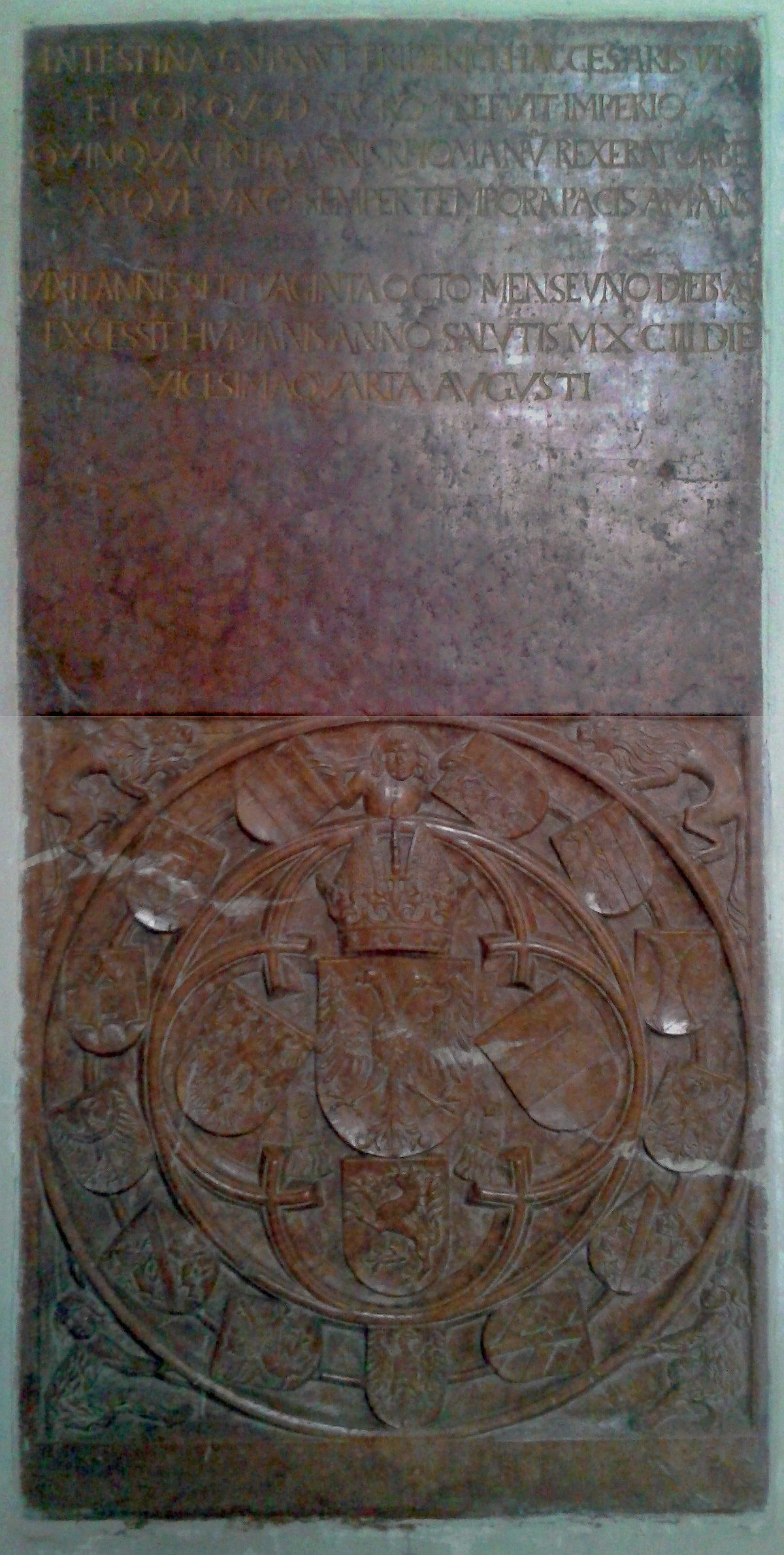
Stadtpfarrkirche Linz, Intestina-Grabstein für Kaiser Friedrich III.

Bei der Gründungsvermessung der Stadterweiterung im Jahre 1207 wurden die Stadteinfassung mit neuen Stadtmauern, der Linzer Hauptplatz und die Stadtpfarrkirche abgesteckt. Die Achsen betragen 145 und 255 Klafter, in Linz 1 Klafter = 1,83 m. Der Hauptplatz im Achspunkt der Stadt hat ein Verhältnis von 1:3 und die Längen der Diagonalen betragen 100 Klafter. Die Längsachse des Langhauses der romanischen Stadtpfarrkirche wurde vom Achspunkt der Stadt nach dem Sonnenaufgang am Pfenningberg am Karfreitag 20. April 1207 abgesteckt. Die Längsachse des Chores nach dem Sonnenaufgang am Ostersonntag 22. April 1207. Der Achsknick zwischen Langhaus und Chor ist zu klein, um mit den Augen wahrgenommen zu werden, ist jedoch trotz gotischem Umbau und barockem Neubau noch vorhanden.
Das Herz und die Eingeweide von Kaiser Friedrich III., der 1493 in seiner Residenzstadt Linz verstarb, wurden im Rahmen einer Getrennten Bestattung in einer Urne im Altarraum der Kirche eingemauert. Ein Wappengrabstein aus Rotmarmor erinnert daran.
Der barocke Neubau wurde 1656 eingeweiht.

### Geschichte der Pfarre
Die Linzer Stadtpfarre gehörte wie alle oberösterreichischen Pfarren bis 1784 zum Bistum Passau.
Am 26. Mai 1521 heirateten in Linz der spätere Kaiser Ferdinand I. und Anna von Böhmen und Ungarn, was den Weg für die habsburgische Donaumonarchie bereitete. Die Trauung im Rahmen der Linzer Hochzeit fand dabei wahrscheinlich in der Linzer Stadtpfarrkirche statt, in deren Altarraum das Herz von Ferdinands Urgroßvater Friedrich III. bestattet war.
1531 befahl Ferdinand I. dem Cyriak von Polheim, Landeshauptmann ob der Enns, den Linzern die Errichtung eines neuen Friedhofs aufzutragen. Die allgemeine Sepultur wurde von der Pfarrkirche in das Spital in der Vorstadt verlegt, die Begräbnis-Gottesdienste aber weiterhin in der Pfarrkirche abgehalten.
Im Jahr 1535 dürfte mit der Übersiedlung des Ennser Dechanten Kaspar Greull auch das damalige Dekanat von Enns nach Linz übertragen worden sein, wonach die Linzer Stadtpfarre auch offiziell eine führende Stellung unter den oberösterreichischen Pfarren einnahm.
1653 wurde der bisherige Pfarrhof für den Bau des Jesuitenklosters (heute Hauptpost) abgerissen. Als Ersatz dafür erwarb die Stadtpfarre vom Stift Sankt Peter (Salzburg) den St.-Peter-Hof, seither Sitz der Stadtpfarre Linz.
Zu einer Bedeutungsminderung der Linzer Stadtpfarre kam es unter Kaiser Joseph II., der einerseits 1784 die Diözese Linz mit entsprechendem Bischofssitz in Linz einrichtete und andererseits die Josefspfarre (Karmeliten) und St.-Matthias-Pfarre (Kapuziner) aus dem Gebiet der Stadtpfarre herauslösen ließ. Außerdem wurde die Pfarre Niederneukirchen, die seit 1602 den Linzer Stadtpfarrern zugeteilt gewesen war, selbständig.

### Linzer Stadtpfarrer
Ausgewählte Linzer Stadtpfarrer:
| Zeitraum           | Name                                          | Bemerkungen |
| ------------------ | --------------------------------------------- | --- |
| etwa 1240–1254     | Otto von Lonsdorf                             | 1254–1265 Passauer Fürstbischof, erstellte die Urkundensammlung Codex Lonsdorfianus mit wichtigen Urkunden zum damals neu geschaffenen Land Oberösterreich. |
| 1348–1370          | Gundaker von Losenstein                       | |
| 1399–1417          | Wenzel Thien                                  | Thien führte in Linz das „Hus-Ausläuten“ ein. |
| 1417 bis etwa 1440 | Ulrich von Ortenburg                          | Domherr zu Regensburg und Passau. |
| etwa 1440–1451     | Ulrich von Nußdorf                            | 1451–1479 Passauer Fürstbischof. |
| 1509–1521          | Balthasar Planckh                             | |
| 1521–1526          | Nikolaus Ribisen                              | |
| 1526–1535          | Valentin Freisinger                           | |
| 1535–1545          | Kaspar Greull                                 | Greull übersiedelte 1535 als Dechant von Enns nach Linz. |
| 1545–1552          | Markus Ringpis                                | |
| 1552–1580          | Martin Purgleitner                            | Purgleitner war Beichtvater von Katharina von Österreich (1533–1572). 1575 schilderte Purgleitner dem Fürstbischof Urban von Trenbach in Passau die religiösen Zustände in Linz, vor allem dass protestantische Prädikanten jeden Sonn- und Feiertag im Saal des Linzer Landhauses unter großem Zulauf der Bürger und Handwerker predigten. Fürstbischof Urban verfügte 1580 die Ablöse Purgleitners und dessen Versetzung nach Buchkirchen. 1587 ließ er Purgleitner vier Wochen lang auf der Veste Oberhaus einkerkern. Da der vorgeschlagene Georg Stobäus von Palmburg, der spätere Bischof von Lavant, die Übernahme der Linzer Stadtpfarre 1580 ablehnte, blieb die Stelle des Stadtpfarrers 1581 unbesetzt. |
| 1582–1584          | Johannes Carbo                                | Carbo, zuvor Kanonikus und Domprediger in Pressburg, bat Bischof Urban bereits am 19. Jänner 1584 wieder um seine Entlassung als Stadtpfarrer. Carbo ließ sich 1584/85 in Tübingen zum evangelischen Pfarrer ausbilden und wurde 1585 Pfarrer in Kreuznach (Rheinland-Pfalz) bzw. 1587 Pastor in der ungarischen Stadt Košice. |
| 1584–1597          | Leonhard Perkmann                             | Perkmann stammte aus Budweis und war zuvor Pfarrer im niederösterreichischen Leitzersdorf gewesen. 1589 gründete Perkmann die Linzer Corporis-Christi-Bruderschaft. 1597 wurde Perkmann Pfarrer in Sierning. |
| 1599–1602          | Heinrich Prätorius                            | Prätorius nahm im April 1600 die ersten in Linz eintreffenden Jesuiten, Georg Scherer und Johannes Zehetner, bei sich auf, bis diese im kaiserlichen Linzer Schloss Quartier bekamen. 1602 kam es zu einem schweren Konflikt zwischen Prätorius und Scherer, woraufhin Prätorius nach Passau zitiert wurde, sich dem Verfahren aber durch Flucht entzog. Praetorius starb um 1635 in Jägerndorf (Schlesien). |
| 1602–1609          | Christoph Zuppacher                           | Zuppacher war zuvor Pfarrer in Gumpoldskirchen gewesen. Der Streit mit den Jesuiten wurde beigelegt, indem letztere 1603 ihre Predigten aus der Stadtpfarrkirche in die Minoritenkirche verlegten, die ihnen Erzherzog Matthias zugewiesen hatte. Unter Zuppacher wurden die ältesten Matrikeln der Stadtpfarre angelegt, das Trauungsbuch 1602 und das Taufbuch 1603 (das Sterbebuch folgt erst 1640). |
| 1609–1626          | Blasius Aliprandinus von Leuff                | Aliprandinus von Leuff stammte aus Livo (Trentino) und war geistlicher Rat von Erzherzog Leopold. Nach einem schweren Konflikt mit Leuff wurden 1610 der evangelisch gesinnte Linzer Bürgermeister Peter Weiß, der Stadtrichter Lorenz Sixt und die Ratsmitglieder Georg Braitenfelner und Hans Gleich nach Wien vorgeladen, eine Zeitlang inhaftiert und bis 1613 von den städtischen Ämtern ausgeschlossen. 1623 wurde Aliprandinus wegen ungebührlicher Äußerungen gegen den bayrischen Kurfürsten Maximilian, dem Ferdinand II. 1620 das Land ob der Enns verpfändet hatte, beim Passauer Ordinariat angezeigt. In seinem letzten Lebensjahr berichtet er dem Passauer Bischof noch über die Vorgänge beim Oberösterreichischen Bauernkrieg 1626. |
| 1626–1638          | Nikolaus Aliprandus de Thomasis               | Aliprandus war ein Vetter von Blasius Aliprandinus. Er ließ für seinen Bruder Horatius und seine Schwägerin Katharina, die am 19. Mai 1626 von den Bauern erschlagen worden waren, in der Pfarrkirche Hartkirchen eine Inschrift anbringen. Aliprandus war ab 1638 Propst des Klosters Spital am Pyhrn. |
| 1638–1647          | Martin Geiger                                 | Geiger war ab 1646 Offizial des Passauer Fürstbischofs für Niederösterreich mit Sitz im Passauer Hof in Wien bei der Kirche Maria am Gestade, ab 1658 Weihbischof in Passau. |
| 1647–1665          | Heinrich Schrader                             | Schrader sammelte bereits ab 1648 Gelder für die erste Barockisierung der Stadtpfarrkirche. 1653 trat Schrader den alten Pfarrhof an das Jesuitenkolleg ab und übersiedelte er in den vom Stift St. Peter erworbenen neuen Pfarrhof. |
| 1665–1681          | Michael Rottmayr                              | Rottmayr war Mitglied der auch „Kommunisten“ genannten Bartholomäer. Rottmayr legte Berufung gegen die Gründung des Karmelitenklosters ein, dessen Bau aber nur vorübergehend eingestellt und 1674 fortgesetzt wurde. |
| 1681–1726          | Johann Bernhard Gentilotti von Engelsbrunn    | Gentilotti lag immer wieder in Streit mit dem Prälatenstand, weil er die Prälaten von Stift Kremsmünster, Stift St. Florian, Stift Gleink usw. nicht mit der ihnen zustehenden Anrede bedachte. Am 14. Juni 1682 nahm Gentilotti die Einkleidung der ersten Schwester im Ursulinenkloster, Maria Martha Höfer, vor. Ab 1687 betrieb Gentilotti den Ausbau der Stadtpfarrkirche, deren heutiges Aussehen bis auf die Fassade und den Turm dem damaligen Ausbau durch Gentilotti entspricht. Die größte Glocke „Kaiserin“ wurde 1693 durch den Linzer Glockengießer Melchior Schorer neu gegossen. Im Pestjahr 1713 unterstützte Gentilotti die mit der Krankenhilfe betrauten Kapuziner und setzte sich danach für die Errichtung der Dreifaltigkeitssäule auf dem Linzer Hauptplatz ein. Ein Grabstein Gentilottis befindet sich im Hof des Linzer Schlosses. |
| 1726–1755          | Maximilian Gandolphus Steyrer von Rothenthurn | Er erwarb 1736 den Freisitz Eyring, den späteren Wankmüllerhof. |
| 1755–1770          | Johann Cajetan Giovanelli von Gerstburg       | |
| 1770–1786          | Johann Michael von Posch                      | Am 31. Jänner 1783 erhielt Stadtpfarrer Posch den Auftrag, die Dreifaltigkeitskapelle in der Altstadt zu sperren, die in den Folgejahren abgerissen wurde. Außerdem wurde der St. Barbara-Friedhof auf das heutige Gebiet verlegt. |

## Architektur
Am heutigen Kirchenbau ist aus mehreren Erweiterungen und Umbauten entstanden. Das einschiffige romanische Langhaus mit Chor wurde ab 1207 errichtet. 1448 der Chor gotisch vergrößert und 1453 der Turm errichtet. Später wurden Seitenschiffe angebaut. Von 1649 bis 1653 wurde das Gebäude durch einen barocken Neubau ersetzt und zumindest das Mittelschiff und der Chor neu gewölbt und 1656 geweiht. Der Turm wurde 1671 bei den Fenstern und beim Dach mit Baumeister Georg Pruckmayr und Zimmermeister Matthias Brandstetter neu gestaltet. Von 1687 bis 1694 wurden die Seitenschiffe mit Kapellenanbauten erweitert und 1702 geweiht. Die Fenster im Chor nennen im Norden die Angabe 1711 und 1773 und letztere die Angabe Baumeister Johann Baptist Gangl. Die Johannes-von-Nepomuk-Kapelle im Westjoch des südlichen Seitenschiffes wurde 1736 nach einem Entwurf des Architekten Johann Michael Prunner erbaut. Der Turmhelm wurde 1823 nach einem Entwurf des Architekten Johann Veith von dem Baumeister Franz Höbarth erneuert.
Das spätbarocke Deckenbild Triumph der Religion im Chor aus 1773 in der Art des Bartolomeo Altomonte wurde oft renoviert.

## Ausstattung
Der Entwurf zum Hochaltar stammt von Matthias Ludwig Krinner und Johann Kaspar Modler (1771). Der Garstener Stiftsmaler Johann Carl von Reslfeld schuf 1695 das Altarblatt mit der Darstellung der Aufnahme Mariens in den Himmel.

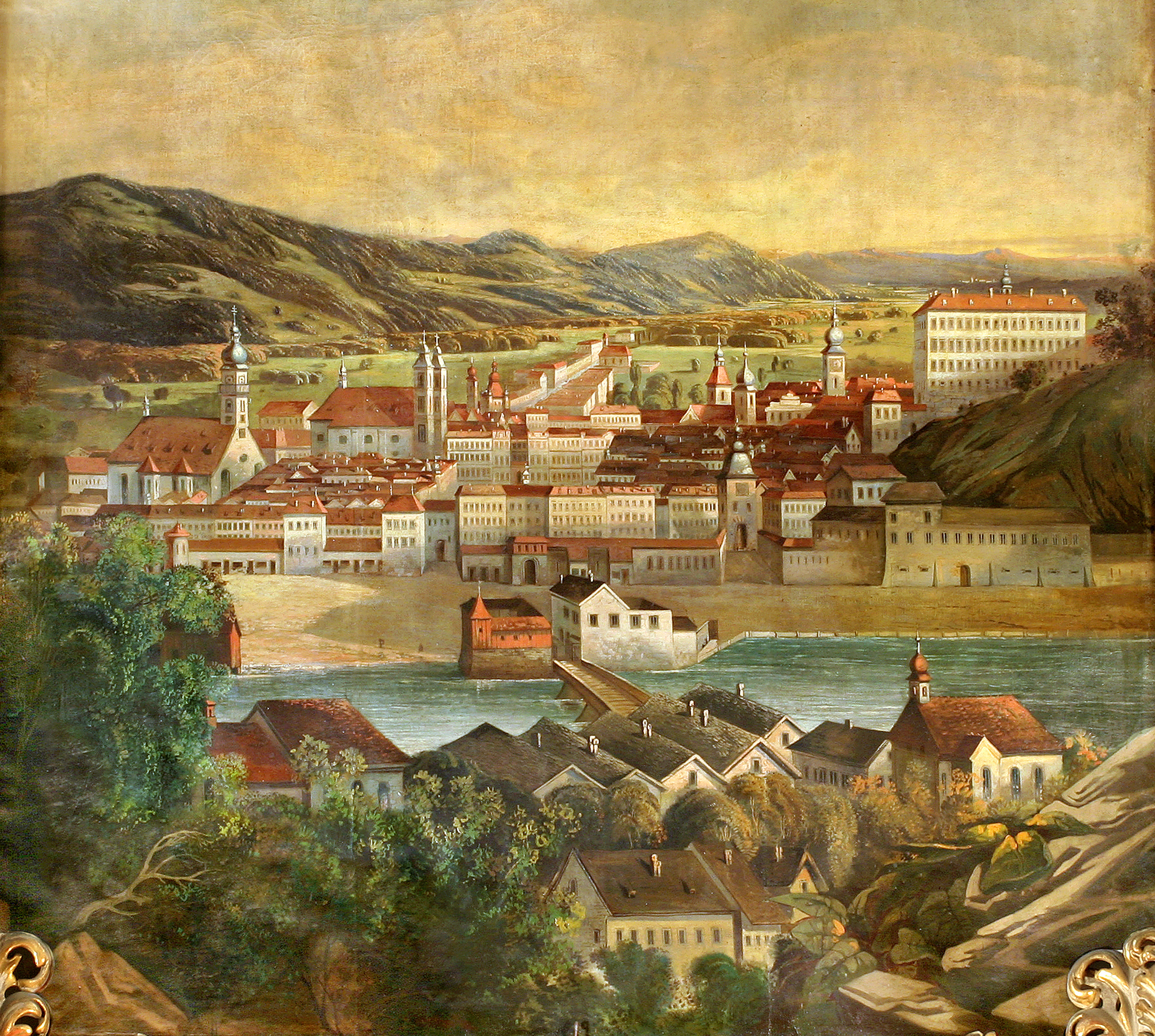
Fotografie des Gemäldes von Linz um 1694 auf dem Floriani-Altar der Stadtpfarrkirche Linz.

Die Seitenaltäre der Kirche sind mit Bildern von Joachim Sandrart und Bartolomeo Altomonte geschmückt. Der Altar in der Ölbergkapelle von 1652 stammt von Andreas Frisch, versehen mit einem Gemälde von Sandrart. Das Altarbild des Floriani-Altars im rechten Seitenschiff ist die Kopie einer Linzer Stadtansicht. Das Bild wurde um 1860 gemalt und zeigt eine historische Linz-Ansicht um das Jahr 1694. Die Stadtpfarrkirche ist mit ihrem damaligen barocken Zwiebelhelm gut zu erkennen. Die Johannes-Nepomuk-Kapelle des Linzer Barockarchitekten Johann Michael Prunner (1736) zeigt auf dem Flachkuppelfresko Szenen aus dem Leben des hl. Johannes von Nepomuk, deren Malerei von Altomonte ist. Johann Michael Prunner durfte sich noch zu Lebzeiten in der Stadtpfarrkirche seine Gruftkapelle einrichten. An den Pfeilern des Langhauses (Bau von 1648 bis 1653) und des Chors aus der Zeit um 1650 befinden sich lebensgroße Apostelstatuen.
An der Außenseite der Kirche ist an der Apsis eine von Johann Lucas von Hildebrandt entworfene Marmornische mit einer Figur des hl. Johannes von Nepomuk, welche von Georg Raphael Donner aus dem Jahr 1727 stammt.
An der Portalseite erinnert ein von Adolf Wagner von der Mühl geschaffener Gedenkstein an Anton Bruckners Organistentätigkeit an dieser Kirche.
Der Glockenring am Hauptplatz von Linz mit der Inschrift „1693“ erinnert an den Guss der größten Glocke der Stadtpfarrkirche, der „Kaiserin“, im Jahr 1693.

### Orgel
Die Orgel geht zurück auf ein Instrument, das 1849 durch den Orgelbauer Ludwig Mooser mit 36 Registern auf zwei Manualen und Pedal erbaut worden war. Anton Bruckner war neben seiner Tätigkeit als Domorganist (1855–1868) auch Organist an der Stadtpfarrkirche und mit der Orgel nicht zufrieden, 1855 verfasste er ein diesbezügliches Gutachten. Ludwig Mooser reagierte gekränkt und meinte, dass Bruckner sich nicht entblödet hätte, mir vis a vis im Prinzip der Orgelbaukunst über mein Werk böswillig zu urteilen. 1879 wurde das Instrument von Martin Hechenberger auf drei Manuale und 40 Register erweitert, 1953 durch Orgelbauwerkstätte Gebr. Mauracher elektrifiziert und die Disposition auf 50 Register vergrößert. Gleichzeitig kam das Orgelwerk in ein neues Gehäuse, welches von Franz Wirth (Hallstatt) entworfen worden war. Zwischen 2001 und 2002 erbaute Gerald Woehl (Marburg/Lahn) die Orgel, in Anlehnung an die Disposition von Ludwig Mooser, neu, wobei er das noch vorhandene Pfeifenmaterial wiederverwendete. Das Werk verblieb in dem – als denkmalwürdig erachtete – Gehäuse von Wirth.
Das Schleifladen-Instrument hat seither 50 Register auf drei Manualen und Pedal. Die Registertrakturen sind elektrisch, die Spieltrakturen mechanisch.
| I Hauptwerk C–g3 |     |     |
| Bordun           | 16′ |     |
| Principal        | 8′  | (H) |
| Flaut mayor      | 8′  |     |
| Violoncello      | 8′  | (H) |
| Grobgedackt      | 8′  | (H) |
| Quintatön        | 8′  | (H) |
| Octav            | 4′  | (H) |
| Angusta          | 4′  |     |
| Octav            | 2′  | (N) |
| Chornetino III–V |     | (H) |
| Mixtur V         | 2′  |     |
| Trompete         | 8′  |     |
| Tremulant        |     |     |

| II Schwelloberwerk C–g3 |       |     |
| Principal               | 8′    | (H) |
| Salicional              | 8′    |     |
| Dolceana Gamba          | 8′    | (H) |
| Unda maris              | 8′    | (N) |
| Doppelgedeckt           | 8′    | (N) |
| Octave                  | 4′    | (H) |
| Waldflöte               | 4′    | (H) |
| Flut d’amour            | 4′    | (H) |
| Nasard (aus Acuta)      | 2 ⁄3′ | (H) |
| Piccolo                 | 2′    |     |
| Acuta V                 | 2 ⁄3′ | (H) |
| Horn                    | 8′    | (N) |
| Oboe                    | 8′    | (N) |
| Vox humana              | 8′    | (N) |
| Tremulant               |       | (N) |

| Pedalwerk C–f1       |         |     |
| Infrabaß (akustisch) | 32′     | (H) |
| Principalbass        | 16′     | (H) |
| Pourton              | 16′     | (H) |
| Pourtonal-Quinte     | 10 2⁄3′ |     |
| Violon               | 16′     | (H) |
| Violoncello          | 8′      |     |
| Octavbaß             | 8′      |     |
| Octav                | 4′      | (H) |
| Posaune              | 16′     | (H) |
| Trompete             | 8′      |     |

- Koppeln: I/I (Suboktavkoppel), II/I (auch als Suboktavkoppel), II/II (Suboktavkoppel), I/P, II/P (auch als Superoktavkoppel)
- Anmerkungen:

(H) = ganz oder teilweise historisches Pfeifenmaterial, teilweise auch von Mauracher (1953)
(N) = in der Ursprungsdisposition von Mooser nicht vorgesehenes, 2002 hinzugefügtes Register.